# Crepidium graciliscapum
Crepidium graciliscapum là một loài thực vật có hoa trong họ Lan. Loài này được (Ames & C.Schweinf.) Szlach. mô tả khoa học đầu tiên năm 1995.